# Drágszél
Drágszél is een plaats (község) en gemeente in het Hongaarse comitaat Bács-Kiskun. Drágszél telt 398 inwoners (2002).